# Cereopsius luhuanus
Cereopsius luhuanus es una especie de escarabajo longicornio del género Cereopsius,  subfamilia Lamiinae. Fue descrita científicamente por Heller en 1896.
Se distribuye por Indonesia. Mide 21-26 milímetros de longitud. El período de vuelo ocurre en los meses de agosto y noviembre.